# Urartäische Sprache

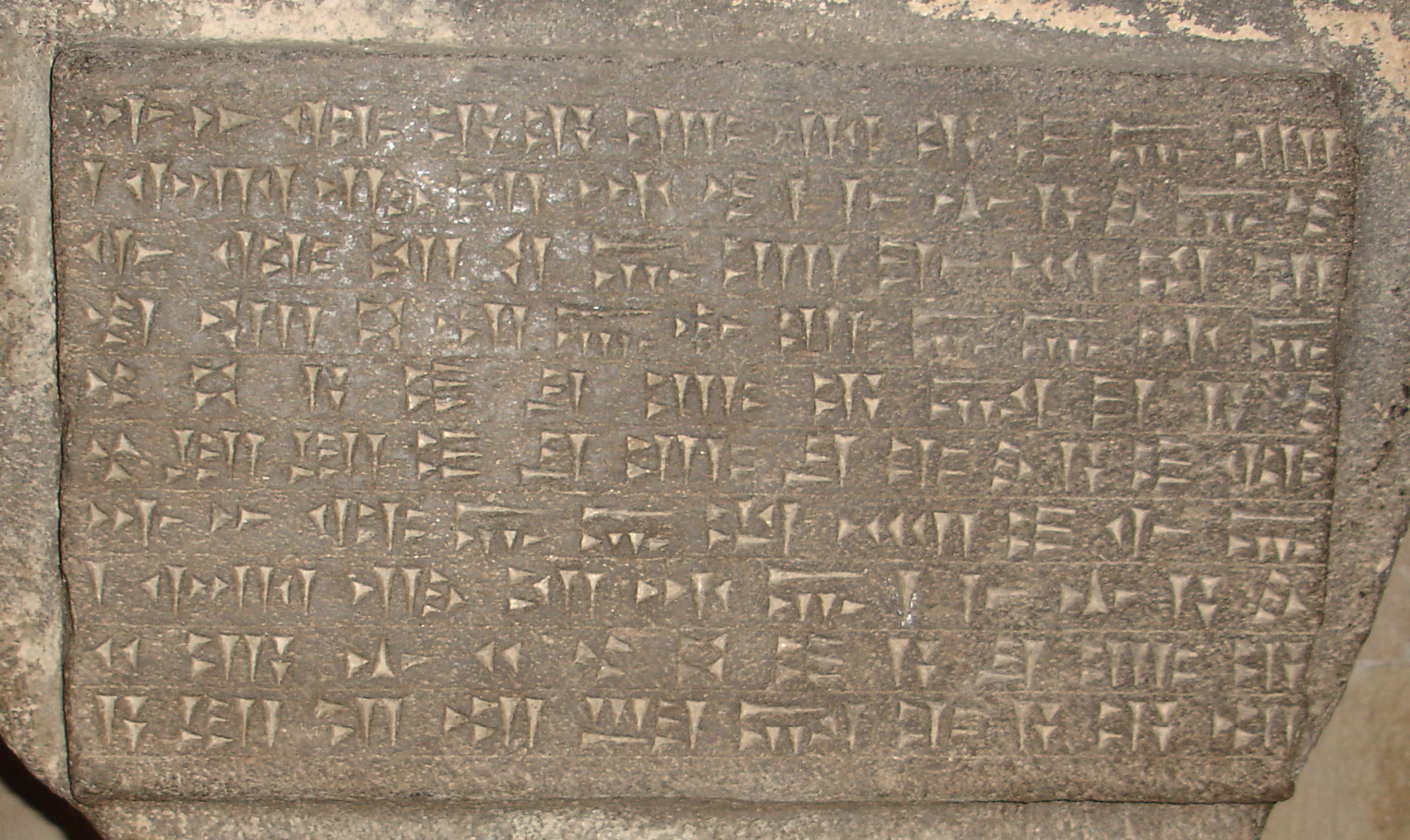
Urartäische Inschrift in Keilschrift, ausgestellt im Erebuni-Museum in Jerewan. Übersetzung:
„Dem Gott Ḫaldi, dem Herrn, hat Argišti I., Sohn des Menua, diesen Tempel erbaut und diese mächtige Burg. Ich bestimmte Irbuni (= Erebuni) als ihren Namen, den Biai-Ländern (= Urartu) die Herrschaft und den Lului-Ländern (= Fremdländer) die Unterwerfung. Durch die Größe des Ḫaldi bin ich, Argišti, Sohn des Menua, der starke König, der König der Biai-Länder, der Hirte der Stadt Tušpa.“
Zur Transliteration und grammatischen Analyse des Textes siehe weiter unten.

Die urartäische Sprache (in der älteren Fachliteratur auch chaldische Sprache nach dem Gott Ḫaldi oder Vanisch nach dem ersten Fundort Van) wurde im 1. Jahrtausend v. Chr. von den Urartäern im Gebiet der heutigen Ost-Türkei und Armeniens gesprochen. Die Bezeichnung „Urartäisch“ leitet sich von der assyrischen Bezeichnung des Gebietes als „Urartu“ ab. Die Urartäer selbst bezeichneten ihr Gebiet als Biai-nili, die Eigenbezeichnung der Sprache ist nicht bekannt.

Karte des Urartäischen Reiches in den letzten Jahren seines Bestehens zwischen 610 und 585 v. Chr.

Die ältesten überlieferten Texte stammen aus der Regierungszeit von Sarduri I. aus dem späten 9. Jahrhundert v. Chr. Mit dem Untergang des Reiches von Urartu ca. 200 Jahre später verschwinden auch die schriftlichen Quellen aus dieser Zeit. Über die weitere Entwicklung des Urartäischen ist nichts bekannt; aufgrund der Quellenlage ist anzunehmen, dass die Verbreitung des Urartäischen zeitlich und räumlich auf das Reich von Urartu beschränkt blieb. Nach der Entzifferung der (neu-assyrischen) Keilschrift wurde die Sprache der Forschung wieder zugänglich, blieb aber bis in die 1930er Jahre relativ unerforscht.

## Klassifikation
Urartäisch ist mit dem Hurritischen nahe verwandt. Allerdings konnte die hurritisch-urartäische Sprachfamilie bisher noch keiner anderen, größeren Sprachfamilie zugeordnet werden. Eine Verwandtschaft mit den nordostkaukasischen Sprachen wird von vielen Wissenschaftlern vermutet, ist jedoch noch nicht bewiesen. Weil die Gruppe der nordostkaukasischen Sprachen stark diversifiziert ist und die Möglichkeit der Rekonstruktion einer gemeinsamen nordostkaukasischen Protosprache unklar ist, würde eine effektive Beweisführung zudem erschwert werden.
Urartäisch ist eine agglutinierende Ergativsprache mit Satzbau Subjekt-Objekt-Prädikat. Wie in vielen anderen Ergativsprachen gibt es das Phänomen der Suffixaufnahme, untypisch ist dagegen das Fehlen eines Antipassivs.

### Verwandtschaft mit dem Hurritischen
Hurritisch wurde in einem Gebiet von der Osttürkei bis in den nördlichen Irak, etwa dem Siedlungsgebiet der heutigen Kurden, gesprochen. Es gilt als ausgestorbene Amtssprache des Mittani-Reichs. Hurritisch wurde ein ganzes Jahrtausend früher gesprochen als Urartäisch, bis um 1200 v. Chr., und scheint ca. 4 Jahrhunderte vor den ersten Belegen des Urartäischen aus den überlieferten Befunden zu verschwinden. Im Vergleich sind Urartäisch und Hurritisch dennoch nahe verwandte Sprachen. Weitgehende Übereinstimmungen sind z. B. bei der Nominalmorphologie vorhanden; auch Personalpronomen ähneln sich, dagegen weichen die Relativpronomen und die Verbalmorphologie stark ab. Es wird von einer gemeinsamen Vorgängersprache ausgegangen, von der jedoch keine Zeugnisse mehr vorliegen. Das wesentlich besser bekannte und von der Forschung bereits früher untersuchte Hurritische hat demzufolge auch einen wichtigen Beitrag zum Verständnis des Urartäischen geleistet.
Die folgende Tabelle soll Ähnlichkeiten und Abweichungen in Wortschatz und Grammatik zwischen den beiden Sprachen an einigen Beispielen aufzeigen.
| urartäisch | hurritisch | Bedeutung                |
| ---------- | ---------- | ------------------------ |
| esi        | eše        | Ort                      |
| šuri       | šauri      | Waffe                    |
| mane       | mane       | 3. Sg. Pers.             |
| -ḫi        | -ḫi        | Zugehörigkeitssuffix     |
| -še        | -š         | Ergativ                  |
| -di        | -tta       | 1. Sg. Abs.              |
| ag-        | ag-        | führen                   |
| ar-        | ar-        | geben                    |
| man-       | mann-      | sein                     |
| nun-       | un-        | kommen                   |
| -di        | -da        | Direktiv                 |
| -u-        | -o-        | Transitivitätsmarkierung |
| qiura      | eše        | Erde                     |
| lutu       | ašte       | Frau                     |

## Schrift
Für das Urartäische sind nachweislich drei verschiedene Schrifttypen bezeugt:
- Keilschrift
- Urartäische Hieroglyphen
- Luwische Hieroglyphen

### Keilschrift
Die urartäische Keilschrift geht auf die neuassyrische Keilschrift zurück. Sie ist hauptsächlich eine Silbenschrift, es werden aber auch Logogramme verwendet. Die Schrift zeigt im Gegensatz zu anderen Keilschriften eine große Regelmäßigkeit, d. h., die Schriftzeichen sind weitgehend standardisiert. Bezeugt sind grundsätzlich zwei Varianten der Schrift, die eine für das Schreiben auf Tontafeln, die andere für Felsinschriften. Bei Felsinschriften überkreuzen sich die Keile nicht, was die „Schreibarbeit“ des Steinmetzen vereinfachen soll.
Im Gegensatz zum Akkadischen entspricht ein Zeichen genau einem Lautwert, KVK-Zeichen sind selten, es kommen fast ausschließlich Zeichen mit Lautwerten V, VK und KV vor (V=Vokal, K=Konsonant). Doppelkonsonanz wird in der Schrift nicht ausgedrückt. Um Hiate in der Schrift zu vermeiden, wird das Zeichen gi verwendet, z. B. wird der Name Uīšdi (assyr.) geschrieben als u-gi-iš-ti.

### Urartäische Hieroglyphen
Die urartäischen Hieroglyphen sind noch nicht entziffert worden; es sind bis jetzt zu wenige schriftliche Quellen entdeckt und publiziert worden, um eine erfolgreiche Entzifferung vorzunehmen. Ein weiteres Hindernis ergibt sich daraus, dass die bekannten Dokumente relativ kurzgefasst sind und somit kaum Ansatzpunkte zur Entzifferung bieten. Lediglich einige Hieroglyphen auf Gefäßen konnten als Maßangaben interpretiert werden, und zwar  der Maßeinheit aqarqi und  der Maßeinheit ṭerusi. Die Interpretation war deshalb möglich, weil verschiedene Gefäße an den Rändern die Markierungen wechselnd in Hieroglyphen- oder Keilschrift enthielten. Weitere Entzifferungsversuche sind bisher gescheitert oder rein spekulativer Natur.

### Luwische Hieroglyphen
Luwische Hieroglyphen sind für das Urartäische der am seltensten belegte Schrifttyp und nur aus Altıntepe bekannt. Dennoch führten die wenigen Belege zu einigen Änderungen in der Lesung der luwischen Hieroglyphen, insbesondere zur Lesung einer pfeilähnlichen Hieroglyphe  als za. Als Konsequenz mussten auch etliche andere Lesungen luwischer Hieroglyphen korrigiert werden, was insgesamt auch zu einem besseren Verständnis der luwischen Sprache führte. Auch hier waren wieder die Maßangaben auf Gefäßen der Auslöser, nämlich
 á – ḫá+ra – ku für aqarqi und
 tu – ru – za oder
 tu+ra – za oder für ṭerusi. Die Abweichungen von der urartäischen Form sind durch die spezielle Orthographie des Hieroglyphen-Luwischen bedingt.

## Entzifferung und Wissenschaftsgeschichte
Spuren der urartäischen Kultur wurden 1827 vom deutschen Orientalisten Friedrich Eduard Schulz in der früheren urartäischen Hauptstadt Tušpa entdeckt. Schulz fertigte auch mehrere Kopien von dort entdeckten Keilschrifttexten an, ohne jedoch die verwendete Schrift entziffern oder einordnen zu können. Seine Kopien stellten aber für längere Zeit die Grundlage dar, auf welcher europäische Forscher versuchten, Schrift und Sprache zu verstehen.
Nach der Entzifferung der neuassyrischen Keilschrift, in welcher alle damals bekannten urartäischen Texte abgefasst waren, wurde rasch klar, dass es sich beim Urartäischen nicht um Assyrisch oder eine andere bekannte Sprache handelte. Verschiedene Versuche, die Sprache mit Hilfe modernerer Sprachen zu erschließen, schlugen fehl (François Lenormant 1871 mit Georgisch, Andreas David Mordtmann 1872–1877 mit Armenisch). Schließlich brachte die Bearbeitung der urartäisch-neuassyrischen Bilinguen von Kelišin und Topzawä Fortschritte in der Deutung der Sprache.
Nach einer kurzen Unterbrechung der Forschung durch den Ersten Weltkrieg gelangen schließlich Albrecht Götze und Johannes Friedrich durch das Studium der Bilinguen die entscheidenden Durchbrüche bei der Erschließung des Wortschatzes (Götze 1930) und der Grammatik (Friedrich 1933, Götze 1935). Die Ähnlichkeiten mit der in der Zwischenzeit ebenfalls bekannten hurritischen Sprache wurden registriert und halfen bei der weiteren Deutung des Urartäischen, auch wenn eine genetische Verwandtschaft der Sprachen zu jenem Zeitpunkt noch nicht genauer untersucht wurde.
G. A. Melikischwili publizierte 1964 in russischer Sprache eine umfangreiche Grammatik des Urartäischen und die bis heute einzige und größtenteils immer noch als richtig erachtete Wörterliste. In deutscher Sprache wurde dieses Werk allerdings erst 1971 herausgegeben und den meisten Altorientalisten erst dadurch zugänglich. Igor Michailowitsch Djakonow etablierte in den 1970er Jahren schließlich die genetische Verwandtschaft zwischen Hurritisch und Urartäisch. Bis heute hat die Urartologie vor allem im Bereich der Grammatik weitere Fortschritte gemacht, aber keine großen Durchbrüche mehr erzielt; ein wesentlicher Teil des Wortschatzes ist nach wie vor nicht bekannt.
Der italienische Urartologe Mirjo Salvini veröffentlichte in den Jahren 2008–2018 das bisher umfangreichste Corpus urartäischer Inschriften in fünf Bänden als Ergebnis seiner langjährigen Forschung. In den Jahren 2016–2020 wurde auf diesen Werken basierend das erste elektronische Corpus im Rahmen der Munich Open-access Cuneiform Corpus Initiative erstellt und veröffentlicht.
Zur nicht sprachspezifischen Forschungsgeschichte vgl. den Artikel Forschungsgeschichte von Urartu.

## Phonetik und Phonologie
Die Kenntnisse der urartäischen Phonologie stützen sich auf die in neu-assyrischer Keilschrift geschriebenen Texte und die dort unterschiedenen Sprachlaute. Die tatsächliche Aussprache bleibt somit unklar, die hier gegebene Darstellung orientiert sich an der wahrscheinlichen Aussprache der Keilschrift im Akkadischen. In Klammern wird die in der Transliteration/Transkription übliche Schreibung angegeben, die in der Fachliteratur für diesen Laut anzutreffen ist, falls sie sich vom Lautschrift-Zeichen unterscheidet.

### Konsonanten
|                        | bilabial | bilabial | labio- dental | labio- dental | alveolar        | alveolar | palatal | palatal | velar  | velar | glottal | glottal |
| stl.                   | sth.     | stl.     | sth.          | stl.          | sth.            | stl.     | sth.    | stl.    | sth.   | stl.  | sth.    |         |
| Ejektive               |          |          |               |               | t’ (ṭ), ts’ (ṣ) |          |         |         | k’ (q) |       |         |         |
| Plosive                | p        | b        |               |               | t               | d        |         |         | k      | g     | ʔ (ʾ)   |         |
| Affrikaten             |          |          |               |               | ts (s), tɬ (š)  | dz (z)   |         |         |        |       |         |         |
| Frikative              |          |          | f             |               |                 |          |         |         | x (ḫ)  |       |         |         |
| Nasale                 |          | m        |               |               |                 | n        |         |         |        |       |         |         |
| Vibranten              |          |          |               |               |                 | r        |         |         |        |       |         |         |
| laterale Approximanten |          |          |               |               |                 | l        |         |         |        |       |         |         |
| zentrale Approximanten |          | w        |               |               |                 |          |         | j (y)   |        |       |         |         |

Die Existenz der Konsonanten q, ṭ, f und des Verschlusslautes ʾ ist umstritten, sie werden in der Schrift nicht konsequent unterschieden, ein mögliches f wird zudem immer als p wiedergegeben, ist also spekulativ. Die Unterscheidung zwischen s und š wird in der Schrift ebenfalls nicht immer konsequent vorgenommen, weshalb nicht klar ist, ob diese Konsonanten im Urartäischen wirklich verschieden sind.

### Vokale
Das Urartäische kennt die Vokale a, e, i und u – und zwar sowohl die kurzen als auch die langen Varianten der Vokale. Lange Vokale werden in der Schrift gelegentlich durch Plene-Schreibung angezeigt, allerdings steht in einigen Fällen Plene-Schreibung auch dann, wenn kurze Vokale zu erwarten wären.
Auf die Existenz des Vokals o kann aufgrund der Schrift nicht geschlossen werden, seine Existenz ist möglich, aber ausgehend von den schriftlichen Quellen nicht zu beweisen. Die Differenzierung zwischen i und e wird in der Schrift meistens nicht gemacht, was zum Teil zu Problemen bei der Textinterpretation führt, da entsprechende Morpheme existieren, die sich nur um i/e unterscheiden.

### Lautentwicklungen
Oft vorkommende Lautentwicklungen sind:
- ai kann zu a werden, Bsp. gibt es die Form kauki neben kaiuki („vor mir/mich“)
- iu kann zu i werden, Bsp. qira neben qiura („Erde“)
- Der Konsonant n ist sehr schwach und geht manchmal verloren, wenn er in Form des Suffixes -ni oder -na angehängt wird und noch weitere Suffixe hinzukommen, zum Beispiel entsteht šurawe aus šuri+na+we.

## Grammatik

### Ergativität
Das Urartäische ist eine Ergativsprache, d. h., es gibt zwei unterschiedliche Kasus für das Subjekt: einerseits den Ergativ für das Subjekt des transitiven Verbums und andererseits den Absolutiv für das Subjekt des intransitiven Verbums. Der Absolutiv wird zusätzlich für das direkte Objekt transitiver Verben benutzt.
Beispiele zur Ergativkonstruktion:
| Urartäisch                | Übersetzung                     | Bemerkung                                                                                            |
| ------------------------- | ------------------------------- | --- |
| ereli+Ø nun+a+bi          | Der König kommt.                | ereli („König“) steht im Absolutiv. Das Verbum trägt die Intransitivitätsmarkierung -a-.             |
| ereli+še esi+Ø tur+u+Ø+ni | Der König vernichtet einen Ort. | ereli steht im Ergativ, esi („Ort“) im Absolutiv. Das Verbum trägt die Transitivitätsmarkierung -u-. |

### Nominalmorphologie
Die meisten Nomina sind i-Stämme, aber auch a- und u-Stämme kommen vor. Es gibt nur eine Deklination für alle Nomina, ohne Unterschied nach Geschlecht oder Stammklasse.
Urartäische Kasus und ihre Funktionen sind:
| Kasus                  | Funktion                                               | Kasusendung Singular | Kasusendung Plural |
| ---------------------- | ------------------------------------------------------ | -------------------- | ------------------ |
| Absolutiv              | intransitives Subjekt, direktes Objekt, Prädikatsnomen | -Ø                   | -li/-Ø             |
| Ergativ                | transitives Subjekt                                    | -še                  | -še                |
| Genitiv                | Zugehörigkeit                                          | -i/-ie/-ei           | -we                |
| Dativ                  | indirektes Objekt, Ziel einer Bewegung                 | -e/-ie               | -we                |
| Lokativ                | Ortsangabe                                             | -a                   | -a                 |
| Ablativ                | Herkunft                                               | -tane                | -štane             |
| Instrumentaler Ablativ | Herkunft, Mittel                                       | -ni/-ne              | -ni/-ne            |
| Komitativ              | Begleitung                                             | -rani                | -rani              |
| Direktiv               | Ziel einer Bewegung                                    | -edi                 | -edi/-šte          |

Im Singular ist es oft nicht möglich, Genitiv und Dativ zu unterscheiden, zudem fällt im Singular die Genitiv- oder Dativ-Endung manchmal weg; im Plural sind die Formen von Genitiv und Dativ identisch. Die Beziehung zwischen Ergativ und Absolutiv wurde im Abschnitt über Ergativität bereits erläutert. Genitiv und Dativ entsprechen in ihren Funktionen im Wesentlichen der in anderen Sprachen, etwa dem Lateinischen oder dem Deutschen. Der Direktiv findet neben seiner primären Funktion als Angabe des Ziels einer Bewegung auch Verwendung als zweites indirektes Objekt, wenn der Absolutiv für das direkte Objekt und der Dativ für ein erstes indirektes Objekt bereits belegt sind.

#### Artikel
Im Urartäischen gibt es einen bestimmten Artikel, der als Suffix vor die Kasusendung tritt. Seine Funktion entspricht jedoch nicht genau der des bestimmten Artikels der deutschen Sprache. Die genaue Bedeutung ist umstritten, aber in der Übersetzung wird er traditionellerweise als bestimmter Artikel wiedergegeben, da ihm diese Bedeutung in den meisten Fällen am nächsten kommt.
|              | Singular | Plural |
| ------------ | -------- | ------ |
| Absolutiv    | -Ø       | -nili  |
| Andere Kasus | -ni      | -na    |

Im Absolutiv Singular kann nicht direkt entschieden werden, ob ein Wort den bestimmten Artikel trägt, da der bestimmte Artikel in diesem Fall nicht speziell markiert wird.

#### Suffixaufnahme
Ein Substantiv, das mit einem anderen Substantiv als Attribut im Genitiv oder mit dem Zugehörigkeitssuffix -ḫi verbunden ist, muss mit diesem sogenannten Leitwort in der attributiven Konstruktion kongruieren, was bedeutet, dass es die Suffixe des Leitwortes aufnimmt. Dieses Verhalten wird als Suffixaufnahme bezeichnet. Vor die aufgenommenen Suffixe tritt der bestimmte Artikel. Im endungslosen Absolutiv, der im Singular auch keine Markierung für den bestimmten Artikel kennt, findet keine Suffixaufnahme statt.
Beispielsweise heißt es im Absolutiv (endungslos) esi+Ø ušmaši+i „Ort der Macht“
und im Direktiv mit Artikel (Endung +ni+edi) esi+ni+edi ušmaši+i+ni+ni+edi „zu dem Ort der Macht“
Die Anordnung der verschiedenen Suffixe, die sogenannte Suffixkette, unterliegt einer streng festgelegten Reihenfolge:
| 1          | 2       | 3                 | 4     | 5                    |
| Substantiv | Artikel | Possessivpronomen | Kasus | aufgenommene Suffixe |

Formen mit gleichzeitiger Besetzung der Stellen 2 und 3 sind nicht bekannt, der sogenannte bestimmte Artikel verhält sich also in dieser Hinsicht wie ein Pronomen.

#### Beispiele
|                       | Analyse                   | Grammatik                                                                  | Übersetzung                             |
| --------------------- | ------------------------- | -------------------------------------------------------------------------- | --------------------------------------- |
| Biainili              | Biai+nili                 | „Biai“ + Artikel Pl.                                                       | die Biai-Länder = Urartu                |
| Bianaidi              | Bia(i)+na+edi             | „Biai“ + Artikel Pl. + Direktiv                                            | in die Biai-Länder hinein = nach Urartu |
| erelawe               | ereli+na+we               | „König“ + Artikel Pl. + Gen./Dat. Pl.                                      | den Königen                             |
| taršuanarani          | taršuani+na+rani          | „Mensch“ + Artikel Pl. + Komitativ Pl.                                     | mit den Menschen                        |
| Ḫaldinawe šeštinawe   | Ḫaldi+i+na+we šešti+na+we | „Ḫaldi“ + Gen. Sg. + Suffixkette „Tor“ + Artikel Pl. + Gen./Dat. Pl.       | den Toren des Ḫaldi                     |
| Argištiše Menuaḫiniše | Argišti+še Menua+ḫi+ni+še | „Argišti“ + Erg. Sg. + „Menua“ + Zugehörigkeit + Artikel Sg. + Suffixkette | Argišti, Sohn des Menua, … (Erg.)       |

### Pronomina

#### Personalpronomen
Das Personalpronomen tritt in zwei Formen auf: einer selbständigen Form und enklitisch, wenn es als Suffix an ein anderes Wort angehängt wird. Nur eine 1. und 3. Person sind belegt.
Im Absolutiv lauten die bekannten Formen folgendermaßen:
|           | Singular, selbständig | Singular, enklitisch | Plural, enklitisch |
| --------- | --------------------- | -------------------- | ------------------ |
| 1. Person | ište                  | -di                  |                    |
| 3. Person | mane                  | -ni/-bi              | -li                |

Zudem ist in der 1. Person Singular ein Ergativ yeše und ein Dativ -me bekannt.
Das enklitische Personalpronomen dient bei der Konjugation des intransitiven Verbs zur Angabe der handelnden Person und beim transitiven Verb zur Angabe des direkten Objekts. Das Suffix -bi tritt nur beim transitiven Verb und nur in einer bestimmten Konstellation auf, für die Details siehe den Abschnitt über die Verbalmorphologie.
Die Bedeutung der enklitischen Personalpronomen ist sehr schwach, sie treten auch in Kombination mit den selbständigen Pronomen auf und dienen manchmal nur der Markierung eines ansonsten endungslosen Absolutivs, z. B. Argišti+ni Menua+ḫi „(Das ist) Argišti, Sohn des Menua“.

#### Demonstrativpronomen
Das Demonstrativpronomen tritt nur in einer selbständigen Form auf, hat aber eine teilweise Entsprechung im enklitischen bestimmten Artikel.
|                | Singular               | Plural               |
| -------------- | ---------------------- | -------------------- |
| Absolutiv      | ini+Ø, ina+Ø+ni        | in(i)+nili, ina+nili |
| Lokativ        | in(i)+na+a             |                      |
| instr. Ablativ | in(i)+na+ni, ina+na+ni |                      |

Für das Auftreten der beiden Stämme ini- und ina- konnte noch keine befriedigende Erklärung gefunden werden. Die zwei am häufigsten vertretenen Hypothesen gehen entweder von einer lautgesetzlichen Entwicklung a → i oder von zwei verschiedenen Demonstrativpronomen aus, wobei ina- rückverweisend im Sinne von „der genannte“ zu verstehen wäre.

#### Possessivpronomen
Nur wenige Formen sind bekannt. Das Possessivpronomen tritt sowohl selbständig als auch enklitisch auf:
|           | Singular, selbständig | Singular, enklitisch |
| --------- | --------------------- | -------------------- |
| 1. Person | šusi                  | -(u)ki               |
| 3. Person | masi                  | -i                   |

Die meisten urartäischen Nomina enden auf -i; aus diesem Grund ist das suffigierte Possessivpronomen der 3. Person Singular oft nicht zu erkennen, Bsp. šuri aus šuri+i „seine Waffe“.

#### Weitere Pronomina
Einzelne Formen von Relativ- und Indefinitpronomen sind ebenfalls bekannt. Häufige Verwendung findet das Relativpronomen ali (im Absolutiv; Ergativ aluše), wovon andere, nicht mehr als Relativpronomen verwendete, Wörter abgeleitet sind, z. B. aliki „ein gewisser“ oder aliki … aliki … „die einen … die anderen …“ Als Indefinitpronomina dienen zwei nicht deklinierbare Wörter ainiei „jemand“ und giei „etwas“, wovon auch die Verneinungen ui ainiei „niemand“ und ui giei „nichts“ bekannt sind.

### Verbalmorphologie
Die Verbalmorphologie des Urartäischen ist nur lückenhaft bekannt, viele Formen fehlen oder sind in ihrer Bedeutung unklar.
Unterschieden werden 2 Numeri, Singular und Plural, sowie 3 Personen, wobei die zweite Person nur im Imperativ belegt ist. (Briefe, wo die 2. Person zu erwarten wäre, sind unverständlich und tragen nicht zu einem besseren Verständnis der Verbalmorphologie bei.)
Die Verben besitzen keine Tempusmarkierung. Dagegen sind neben dem Indikativ zahlreiche modale Formen belegt, die z. T. auch passivische Bedeutung anzeigen. Antipassivische Formen sind nicht bekannt.

#### Indikativ
Die bekannten Formen sind bis auf wenige Ausnahmen alle präterial zu übersetzen, insbesondere ist nur eine einzige transitive Verbform bekannt, welche als Präsens zu deuten ist: ali „er sagt“.
Beim intransitiven Verbum steht die Intransitivitätsmarkierung -a- hinter dem Stamm. Zur Kennzeichnung des intransitiven Subjekts wird ein enklitisches Personalpronomen im Absolutiv angehängt. Bsp. nun+a+di „ich kam“, nun+a+bi „er kam“, nun+a+li „sie kamen“. Beim transitiven Verbum steht dagegen die Transitivitätsmarkierung -u- hinter dem Stamm, und folgende Endungen werden zur Kennzeichnung des transitiven Subjekts (Ergativ) verwendet:
|           | Singular | Plural |
| --------- | -------- | ------ |
| 1. Person | -Ø       |        |
| 3. Person | -Ø/-a    | -itu   |

Die Endung -a der 3. Person Singular wird nur verwendet, wenn das direkte Objekt im Plural steht. Aus lautgesetzlichen Gründen fällt die Transitivitätsmarkierung -u- vor itu meistens aus.
Zusätzlich wird an das transitive Verbum meistens ein enklitisches Pronomen zur Kennzeichnung des direkten Objektes angehängt. Eine Besonderheit stellt die vom Subjekt abhängige Wahl des enklitischen Pronomens dar, welches das direkte Objekt bezeichnet: Für das direkte Objekt steht in der 3. Person entweder -bi, wenn das Subjekt in der 1. Person Singular steht, oder -ni, wenn das Subjekt in der 3. Person Singular steht. Dadurch wird die Unklarheit behoben, die durch die Verwendung der Subjektsmarkierung -Ø sowohl im Falle der 1. und 3. Person entstehen kann. In den anderen Fällen werden die üblichen enklitischen Personalpronomen verwendet. Selten wird zusätzlich auch noch das indirekte Objekt markiert, es tritt dann das Pronomen -me für den Dativ hinzu.
Abschließend kann, unter Berücksichtigung des direkten Objekts, die Verbalmorphologie folgendermaßen dargestellt werden. Die bereits erwähnten „Abweichungen“ sind fett hervorgehoben.
| Transitives Verb   |                   |             |         |             |
| Subjekt            | direktes Objekt   | Suffixe     | Suffixe | Suffixe     |
| Subjekt            | direktes Objekt   | transitiv   | Subjekt | dir. Objekt |
| 1. Pers. Singular  | 1. Pers. Singular | + u         | + Ø     |             |
| 1. Pers. Singular  | 3. Pers. Singular | + u         | + Ø     | + bi        |
| 1. Pers. Singular  | 3. Pers. Plural   | + u         | + Ø     | + li        |
| 3. Pers. Singular  | 1. Pers. Singular | + u         | + Ø     | + di        |
| 3. Pers. Singular  | 3. Pers. Singular | + u         | + Ø     | + ni        |
| 3. Pers. Singular  | 3. Pers. Plural   | + u         | + a     | + li        |
| 3. Pers. Plural    | 1. Pers. Singular | + u         | + itu   | + di        |
| 3. Pers. Plural    | 3. Pers. Singular | + u         | + itu   | + ni        |
| 3. Pers. Plural    | 3. Pers. Plural   | + u         | + itu   | + li        |
|                    |                   |             |         |             |
| Intransitives Verb |                   |             |         |             |
|                    |                   | intransitiv | –       | Subjekt     |
| 1. Pers. Singular  | –                 | + a         |         | + di        |
| 3. Pers. Singular  | –                 | + a         | + bi    |             |
| 1. Pers. Plural    | –                 | + a         | + li    |             |

#### Imperativ Aktiv
|           | Singular | Plural  |
| --------- | -------- | ------- |
| 2. Person | -i       |         |
| 3. Person | -inini   | -tinini |

### Modale Formen
Weitere Verbformen nicht vollständig geklärter modaler Bedeutung sind bekannt. Diese werden meistens mit Hilfe eines Infixes -li- gebildet und zusätzlichen, noch nicht ganz verstandenen Markierungen. Die Markierung des direkten Objekts kann fehlen oder folgt jedenfalls nicht mehr dem Muster des Indikativs. Die Bedeutung schwankt zwischen Optativ (qapqar+u+li+ni „ich wollte … belagern“), Konditionalis (tur+u+li+e  „wenn er … zerstört“) und Desiderativ (ḫa+i+li+a+ni „er will … erobern“).

### Partizipien
Mit den Suffixen -auri bzw. -uri werden Partizipien zu transitiven bzw. intransitiven Verben gebildet. Das Partizip eines transitiven Verbs ist von seiner Bedeutung her als Passiv zu übersetzen, das Partizip eines intransitiven Vers als Aktiv.

#### Beispiele
|            | Analyse      | Grammatik                                                  | Übersetzung      |
| ---------- | ------------ | ---------------------------------------------------------- | ---------------- |
| uštadi     | ušt+a+di     | „ausziehen“ + intrans. 1. Sg.                              | ich zog aus      |
| nunabi     | nun+a+bi     | „kommen“ + intrans. + 3. Sg. Abs.                          | er/sie kam       |
| terubi     | ter+u+Ø+bi   | „bestimmen“ + trans. + 1. Sg. Erg. + 3. Sg. Abs            | ich bestimmte es |
| arume      | ar+u+Ø+ni+me | „geben“ + trans. + 3. Sg. Erg. + 3. Sg. Abs. + 3. Sg. Dat. | er gab es mir    |
| zatume     | zad+u+itu+me | „machen“ + trans. + 3. Pl. Erg. + 3. Sg. Dat               | sie machten mir  |
| turutinini | tur+u+tinini | „vernichten“ + trans. + Imp. Pl.                           | vernichtet …!    |
| šidauri    | šid+auri     | „gründen/bauen“ + Partizip Passiv                          | gebaut           |

### Wortbildung
Das Urartäische kennt keine Komposita wie das Deutsche, stattdessen werden ersatzweise Genitivverbindungen benutzt. Somit sind die Wörter jeweils von einem einzigen Wortstamm abgeleitet. Allerdings sind eine Reihe von Wortbildungssuffixen bekannt, die zur Ableitung neuer Wörter herangezogen werden können; die wichtigsten sind hier dieser Übersicht zusammengestellt.
| Suffix | Bedeutung                                          | Beispiel                                 |
| ------ | -------------------------------------------------- | ---------------------------------------- |
| -še    | bildet Abstrakta                                   | ewriše „Herrschaft“ von ewri „Herr“      |
| -uše   | bildet deverbale Substantiva                       | aruše „Geschenk“ von ar- „geben“         |
| -tuḫi  | bildet Abstrakta                                   | erelituḫi „Königtum“ von ereli „König“   |
| -ḫi    | bildet Zugehörigkeitsadjektiva                     | Išpuiniḫi „Sohn des Išpuini“ (Adjektiv!) |
| -ḫali  | leitet Adjektive von Toponymen ab                  |                                          |
| -(u)si | leitet Adjektiva von Substantiva oder Pronomina ab | badusi „mächtig“ von badu „Macht“        |

Besonders häufiger Verwendung erfreut sich in urartäischen Texten das Zugehörigkeitssuffix -ḫi. Es findet in Königsinschriften Verwendung, um nach dem Muster (Name) (Name des Vater)+ḫi den Namen des Vaters des Königs anzugeben, z. B. Menua Išpuini+ḫi („Menua, Sohn des Išpuini“). Das Suffix taucht aber auch in Städtenamen auf und bezeichnet dabei zugleich den Namen des Stadtgründers, z. B. Rusa-ḫi+ni+li „die Stadt des Rusa“ oder Argišti-ḫi+ni+li „die Stadt des Argišti“.
Die Verben haben grundsätzlich eine einsilbige Wurzel, es treten aber dafür Wurzelerweiterungen mit noch nicht genau geklärter Funktion auf, beispielsweise wird šid-išt- „bauen“ aus der Verbwurzel šid- „gründen“ mit der Wurzelerweiterung -(i)št- gebildet.

### Syntax
Die Syntax des Urartäischen ist noch wenig erforscht, und die Rekonstruktion der Syntax wird dadurch erschwert, dass nur wenige Textgattungen (siehe unten) überliefert sind, die sich oft – zum Beispiel bei Bauinschriften – an einen relativ starr vorgegebenen Satzbau halten.
Der Satzbau folgt im Wesentlichen dem Muster Subjekt – direktes Objekt – Verb, eine freiere Wortstellung ist jedoch problemlos möglich, etwa zur Hervorhebung eines Sachverhaltes; häufig wird der Name eines Gottes vorangestellt Ḫaldi+e Argišti+še E2 sidišt+u+ni dt. „Für (den Gott) Ḫaldi hat Argišti den Tempel gebaut“.
Bei Genitivkonstruktionen können die Attribute sowohl vor als auch nach dem Leitwort stehen. Das weiter oben erwähnte Prinzip der Suffixaufnahme begünstigt dies, da aufgrund der Suffixkette sofort klar wird, welches Wort das Leitwort und welches das Attribut ist, also ist einerseits Ḫaldi+i+ni+ni alsuiši+i+ni dt. „durch die Größe des Ḫaldi“ und andererseits Menua+še Išpuini+ḫi+ni+še dt. „Menua, der (Sohn) des Išpuini“ möglich.
Für Ergativ-Sprachen eher untypisch ist das Fehlen eines Antipassivs zur Bildung patiensloser Sätze (in Analogie zum Passiv bei Akkusativsprachen), obwohl in dem mit dem Urartäischen verwandten Hurritischen eine entsprechende Konstruktion vorhanden ist. Es besteht aber grundsätzlich auch die Möglichkeit, dass aufgrund der noch unvollständigen Kenntnis der urartäischen Grammatik die antipassivischen Verbformen noch nicht als solche erkannt worden sind.
Zur Strukturierung des Satzaufbaus dienen die beiordnenden Konjunktionen eʾa „und“, eʾa … eʾa … „sowohl … als auch …“ und mei „aber“. Nebensätze können durch unterordnende Konjunktionen, namentlich awie „wo“, aše „wenn“ und iu „als“, oder durch das Relativpronomen ali- eingeleitet werden. Relativsätze sind nur für Bezugswörter im Ergativ oder Absolutiv bezeugt.
Beispiel eines Relativsatzes, die Verben sind in der Analyse fett hervorgehoben und verwenden noch nicht ganz verstandene modale Formen, die vom Konjugationsmuster des Indikativs abweichen:
|             | aluše ini DUB-te tulie DIĜIRMEŠše mani UTU-ni pieni mei arḫi uruliani |
| Analyse     | alu+še ini+Ø DUB-te+Ø tur+u+li+e, DIĜIRMEŠ+še mani urb+u+l(i)+a+ni    |
| Übersetzung | Wer diese Inschrift auslöscht, die Götter sollen ihn vernichten.      |

## Textgattungen
Viele typische Textgattungen fehlen, insbesondere sind keine literarischen Texte überliefert. Am besten erhalten und gut verständlich sind die in Stein gemeißelten Inschriften, darunter fallen die Gattungen der Annalen, der Feldzugsberichte, der Bauinschriften und der Opferlisten (v. a. in Meher-Kapısı).
Auf Tontafeln überlieferte Texte sind größtenteils unklar, es handelt sich dabei meist um Briefe und Erlasse der Verwaltung sowie um Abrechnungen und um Maßgaben. Weiter gibt es Weihinschriften auf zahlreichen Gegenständen, u. a. Stelen, Gefäßen, Helmen und Pfeilspitzen. Schließlich sind auch zahlreiche Ton-Bullen und eine Reihe unklarer Vermerke auf Ton und Bronze erhalten.

## Wortschatz
Der Wortschatz des Urartäischen kann zum einen durch die wenigen Bilinguen (Kelišin-, Topzawä- und Movana-Bilingue) und zum anderen durch den Vergleich mit bereits bekannten hurritischen Wörtern erschlossen werden. Trotzdem konnte erst die Bedeutung von weniger als 300 Wörtern einigermaßen sicher geklärt werden (Stand: 2004). Trotz der Verwandtschaft mit dem Hurritischen konnten auf diese Weise nur etwa 20 % der Verbstämme erschlossen werden, was durch das sehr unausgewogen überlieferte Textkorpus bedingt ist: Viele urartäische Texte befassen sich mit Feldzügen und haben keine Entsprechung im Hurritischen, umgekehrt kümmert sich das Urartäische kaum um Themen wie religiöse Rituale, die in der hurritischen Literatur zahlreich vertreten sind. Bis jetzt konnte kein urartäisches Wort sicher als Lehnwort aus einer anderen Sprache identifiziert werden, der einzige umstrittene Kandidat ist kubuši „Helm“ aus akkadisch kubšu „Kappe“, allerdings nicht im militärischen Kontext verwendet.

## Didaktik des Urartäischen
Im deutschsprachigen Raum wird Urartäisch an den Universitäten im Rahmen der Altorientalistik gelehrt. Urartäisch kommt dabei im Vergleich zu den „großen“ Sprachen Akkadisch, Sumerisch und Hethitisch nur eine geringe Bedeutung zu, meist werden Blockkurse oder einsemestrige Einführungen angeboten. Normalerweise werden diese Kurse erst nach einer Einführung ins Akkadische und Sumerische angeboten. Dadurch sind die Studierenden bereits mit der Keilschrift vertraut und kennen sprachliche Phänomene wie Agglutination und Ergativität bereits aus dem Sumerischen, was den Einstieg in das Urartäische erleichtert.
Die Grammatik der urartäischen Sprache ist – soweit sie bis heute erschlossen ist – relativ einfach und kann zusammen mit dem bekannten Wortschatz von einigen hundert Wörtern schnell erlernt werden. Üblicherweise werden im Rahmen des Unterrichts zuerst einfachere urartäische Inschriften übersetzt und dann (wenigstens auszugsweise) die bekannten Bilinguen, wobei die Kenntnis des Akkadischen vorausgesetzt wird.

## Textbeispiel: Gründungsinschrift in Erebuni
Bei diesem Text handelt es sich um eine der vielen überlieferten Bau- und Gründungsinschriften, welche von den Urartäern oft in mehrfacher Ausführung an Bauten oder Felsen angebracht worden sind. Es ist der gleiche Text, der eingangs des Artikels abgebildet ist. In Salvinis Corpus dei testi urartei (CTU) sowie im eCUT wird er unter dem Kürzel A 08-18 geführt.
In der folgenden Transliteration wird der Text Zeichen für Zeichen in lateinischer Umschrift wiedergegeben, die Trennung der einzelnen Zeichen ist dabei durch Bindestriche und Leerzeichen markiert; Bindestriche sollen anzeigen, dass die damit verbundenen Zeichen ein Wort bilden. Sogenannte Determinative, welche das nachfolgende Wort genauer spezifizieren, sind zur besseren Lesbarkeit hochgestellt, etwa d für „Gott“ oder KUR für „Land“. Spezielle Zeichen mit Symbolwert, die mit der Keilschrift als Logogramme indirekt aus dem Sumerischen übernommen wurden, sind in sumerischer Lesung groß geschrieben, ihre urartäische Aussprache ist nicht bekannt.

### Transliteration
dḫal-di-e e-ú-ri-e i-ni E2
mar-gi-iš-ti-še mme-nu-a-ḫi-ni-še
ši-di-iš-tú-ni E2.GAL ba-du-si
te-ru-bi URUir-bu-ú-ni-ni ti-ni
KURbi-a-i-na-ú-e uš-ma-a-še
KURlu-lu-i-na-ú na-pa-ḫi-a-i-de
dḫal-di-ni-ni al-su-i-ši-ni
mar-gi-iš-ti-ni mme-nu-a-ḫi
LUGAL2 DAN.NU LUGAL2 KURbi-i-a-na-ú-e
a-lu-si URUtu-uš-pa-a-e URU

### Übersetzung
Dem Gott Ḫaldi, dem Herrn, hat Argišti, Sohn des Menua, diesen Tempel erbaut und diese mächtige Burg.
Ich bestimmte Irbuni als ihren Namen, den Biai-Ländern (=Urartu) die Herrschaft und den Lului-Ländern (=Fremdländer) die Unterwerfung.
Durch die Größe des Ḫaldi ist das Argišti, Sohn des Menua, der starke König, der König der Biai-Länder, der Hirte der Stadt Tušpa.

### Analyse
| Transliteration | dḫal-di-e e-ú-ri-e                   | i-ni E2                                 |
| Analyse         | Ḫaldi+e ewri+e                       | ini+Ø E2+Ø                              |
| Grammatik       | „Ḫaldi“ + Dat. Sg. „Herr“ + Dat. Sg. | „dieser“ + Abs. Sg. „Tempel“ + Abs. Sg. |

| mar-gi-iš-ti-še      | mme-nu-a-ḫi-ni-še                                                 |
| Argišti+še           | Menua+ḫi+ni+še                                                    |
| „Argišti“ + Erg. Sg. | „Menua“ + Zugehörigkeit + Suffixaufnahme + Kasus des Bezugswortes |

| ši-di-iš-tú-ni                               | E2.GAL            | ba-du-si             |
| šid-išt+u+Ø+ni                               | E2.GAL+Ø          | bad-usi+Ø            |
| „bauen“ + trans. + 3. Sg. Erg. + 3. Sg. Abs. | „Burg“ + Abs. Sg. | „mächtig“ + Abs. Sg. |

| te-ru-bi                                         | URUir-bu-ú-ni-ni               | ti-ni                     |
| ter+u+Ø+bi                                       | Irbuni+ni+Ø                    | tin+i+Ø                   |
| „bestimmen“ + trans. + 1. Sg. Erg. + 3. Sg. Abs. | „Irbuni“ + Art. Sg. + Abs. Sg. | „Name“ + Poss. + Abs. Sg. |

| KURbi-a-i-na-ú-e             | uš-ma-a-še              |
| Biai+na+we                   | ušmaši+Ø                |
| „Biai“ + Art. Pl. + Dat. Pl. | „Herrschaft“ + Abs. Sg. |

| KURlu-lu-i-na-ú               | na-pa-ḫi-a-i-de              |
| Lului+na+we                   | napaḫ+ia+edi                 |
| „Lului“ + Art. Pl. + Dat. Pl. | „unterwerfen“ + ? + Dir. Sg. |

| dḫal-di-ni-ni al-su-i-ši-ni                                |
| Ḫaldi+i+ni+ni alsui-ši+ni                                  |
| „Ḫaldi“ + Gen.Sg. + Art.Sg. + Suffixkette „Größe“ + Instr. |

| mar-gi-iš-ti-ni                  | mme-nu-a-ḫi             |
| Argišti+Ø+ni                     | Menua+ḫi                |
| Argišti + Abs. Sg. + 3. Sg. Abs. | „Menua“ + Zugehörigkeit |

| LUGAL2 DAN.NU                         | LUGAL2 KURbi-i-a-na-ú-e                         |
| LUGAL2+Ø DAN.NU+Ø                     | LUGAL2+Ø Biai+na+we                             |
| „König“ + Abs. Sg. „stark“ + Abs. Sg. | „König“ + Abs. Sg. „Biai“ + Art. Pl. + Gen. Pl. |

| a-lu-si URUtu-uš-pa-a-e URU                              |
| alusi+Ø Tušpa+i URU(+i)                                  |
| „Hirte“ + Abs. Sg. „Tušpa“ + Gen. Sg. „Stadt“ + Gen. Sg. |